# Мелані Лібурд
Мелані Лібурд (англ. Melanie Liburd) — британська акторка, відома своїми ролями у фільмах «Це — ми» та «Друга книга: Привид».
У 2016 році Лібурд з'явилася в ролі червоної жриці в шостому сезоні серіалу HBO «Гра престолів». Наприкінці 2016 року її взяли на роль в психологічному трилері від Netflix «Циганка».
З 2018 по 2019 рік Лібурд грала Зої в серіалі Це — ми. З 2020 по 2022 рік втілювала Керрі Мілграм у Друга книга: Привид.
У 2023 році стало відомо, що Лібурд зіграла Сагу Андерсон — одну з двох головних ролей у відеогрі Alan Wake 2 від Remedy, виконавши захоплення руху і озвучування персонажки. Ця роль стала її дебютом в відеоігровій індустрії.

## Фільмографія

### Фільми і телесеріали
| Рік       | Назва                         | Роль                    |
| --------- | ----------------------------- | ----------------------- |
| 2012      | Удар у відповідь              | Асмара                  |
| 2014      | Дракула                       |                         |
| 2014      | Сталкер                       | Лорі Картер             |
| 2014      | CSI: Місце злочину            | Наталі Барроу / Шершень |
| 2015      | The Grinder                   | Іві Декстер             |
| 2016      | Гра престолів                 | Червона Жриця           |
| 2016–2017 | Темна матерія                 | Нікс Гарпер             |
| 2017      | Циганка                       | Алексіс                 |
| 2017      | How Sarah Got Her Wings       | Аманда                  |
| 2018–2021 | Це — ми                       | Зої Бейкер              |
| 2018      | Браян Бенкс                   | Каріна Купер            |
| 2020      | Make It Work!                 |                         |
| 2020–2022 | Друга книга: Привид           | Карідад «Керрі» Мілграм |
| 2023—...  | Ідол                          | Дженна                  |
| 2023      | Perpetrator                   | Джин                    |
| 2024      | Погані хлопці: Все або нічого | Крістін Лоурі           |
| 2024      | Високий потенціал             | Тіана Джонсон           |

### Відеоігри
| Рік  | Назва       | Роль          | Примітки                                      |
| ---- | ----------- | ------------- | --------------------------------------------- |
| 2023 | Alan Wake 2 | Сага Андерсон | захоплення руху і виразу обличчя, озвучування |